# Bernard Montiel
Pour les articles homonymes, voir Montiel (homonymie).
Bernard Montiel, né le 19 avril 1957 à Casablanca, au Maroc, est un animateur de radio et de télévision et acteur français.
Arrivé sur TF1 en 1987, il est connu pour y avoir présenté durant seize ans, des émissions de divertissement dont La Une est à vous et Vidéo Gag ainsi que le jeu Une famille en or. Il quitte la chaîne en 2003. Entre cette même année et 2016, il a notamment commenté le Concours Eurovision de la chanson pour TMC et coprésenté des bêtisiers avec Justine Fraioli sur la chaîne D8. De 2020 à mars 2025, il exerce sur C8, où il est chroniqueur dans Touche pas à mon poste ! et anime des dérivés de cette émission (Le 6 à 7, TPMP People...).

## Biographie chronologique

### Famille et enfance
Bernard Montiel est le fils d'un contrôleur de route à la SNCF, né à Casablanca. Sa mère est espagnole. Il a trois frères et une sœur. Après avoir passé le début de son enfance à Casablanca, sa famille, comme beaucoup de Français de l'époque effrayés par la guerre d'Algérie, se réfugie en 1961 à  Talence près de Bordeaux. Sa famille part ensuite  vivre dans un appartement dans la cité du Dorat à Bègles. Bernard Montiel passe la plus grande partie de son enfance à Bordeaux et est inscrit au lycée Michel-Montaigne où il a la mère de Pierre Palmade comme professeur d'anglais.

### Début de carrière
Après  avoir obtenu un bac B, il entame sans convictions des études de droit. Peu assidu, il ne se présente pas aux examens de juin, ayant préféré être disc-jockey dans une boîte de nuit bordelaise. En 1977, il devance l'appel et fait son service militaire  à Mont-de-Marsan, puis à  Bordeaux, à l'état-major de l'ancienne troisième région aérienne où il est secrétaire des aumôniers militaires.
De retour à la vie civile, Bernard Montiel devient agent administratif au Théâtre Français de Bordeaux, ce qui lui permet de rencontrer notamment Barbara, Thierry Le Luron et Annie Girardot. Estimant ne pas être assez bien payé, il démissionne, devient premier clerc d'huissier de justice à Libourne, reprend ses études de droit et abandonne ce métier, ne supportant pas d'aller saisir les biens de gens en difficulté.  
En 1980, il part faire un tour des  États-Unis pendant six mois. De retour en France, il est quelque temps vendeur dans un magasin Cartier qui vient d'ouvrir à Bordeaux, puis devient critique de cinéma pour le magazine bordelais Confetti. En 1985, Jean Suhas, directeur régional de FR3  l'engage pour présenter à la télévision Avant-Première, une émission consacrée au cinéma et pour animer les grandes émissions de variétés. Il reçoit sur son plateau de nombreuses personnalités telles que Serge Gainsbourg, Alan Parker, Mickey Rourke, Christophe Lambert, Françoise Sagan et Alain Delon.

### 1987-2003: la période TF1
Après qu'il leur a envoyé une cassette contenant des extraits de son émission, les productrices Pascale Breugnot puis Dominique Cantien le repèrent et lui donnent sa chance [réf. nécessaire]. En 1987, il rejoint TF1 pour présenter Télé-Connexion, une émission consacrée au monde de la télévision, puis Un samedi nommé désir diffusé chaque samedi matin en direct, Ordinacœur, Crise de rire coprésenté avec Élie Kakou, Didier Gustin et Yves Lecoq , La Une est à vous, Une famille en or. Deux émissions en particulier le rendent populaire auprès du public : Surprise sur prise ! et Vidéo Gag, lancé en 1990, qui vont battre des records d’audiences tout en fidélisant un public jeune et familial pour une longue période. Bernard Montiel devient ainsi l’un des animateurs préférés des Français dans les années 1990.
Il confie toucher auprès de TF1 une rémunération de « 50 000 euros pour deux jours de tournage et 8 émissions enregistrées à la suite ».
En 1989, il sort un disque 45 t : Absoludément fou chez Philips. En 1999, il participe à la bande originale de la série Sous le soleil en interprétant un titre écrit par lui-même en espagnol : No me cansare. En tant qu'acteur, en 1996 et 1997, il participe à la série Sous le soleil dans le rôle de Patrick Saint-Val (pendant 3 saisons) puis y revient en invité vedette en 2008 (saison 14). Il obtient également de petits rôles au cinéma, notamment dans And Now... Ladies and Gentlemen (2002) de Claude Lelouch.
Le 10 février 2003, au micro de Jean-Marc Morandini sur RMC, il dit tout ce qu’il pense de TF1, la chaîne qui l’a propulsé à 
la une des magazines. Il profite alors de sa notoriété pour sortir son autobiographie intitulée Télé Réalités en 2003, et pour créer sa propre société de production : BM Production.

### À partir de 2004: chroniqueur/animateur à la radio et à la télévision

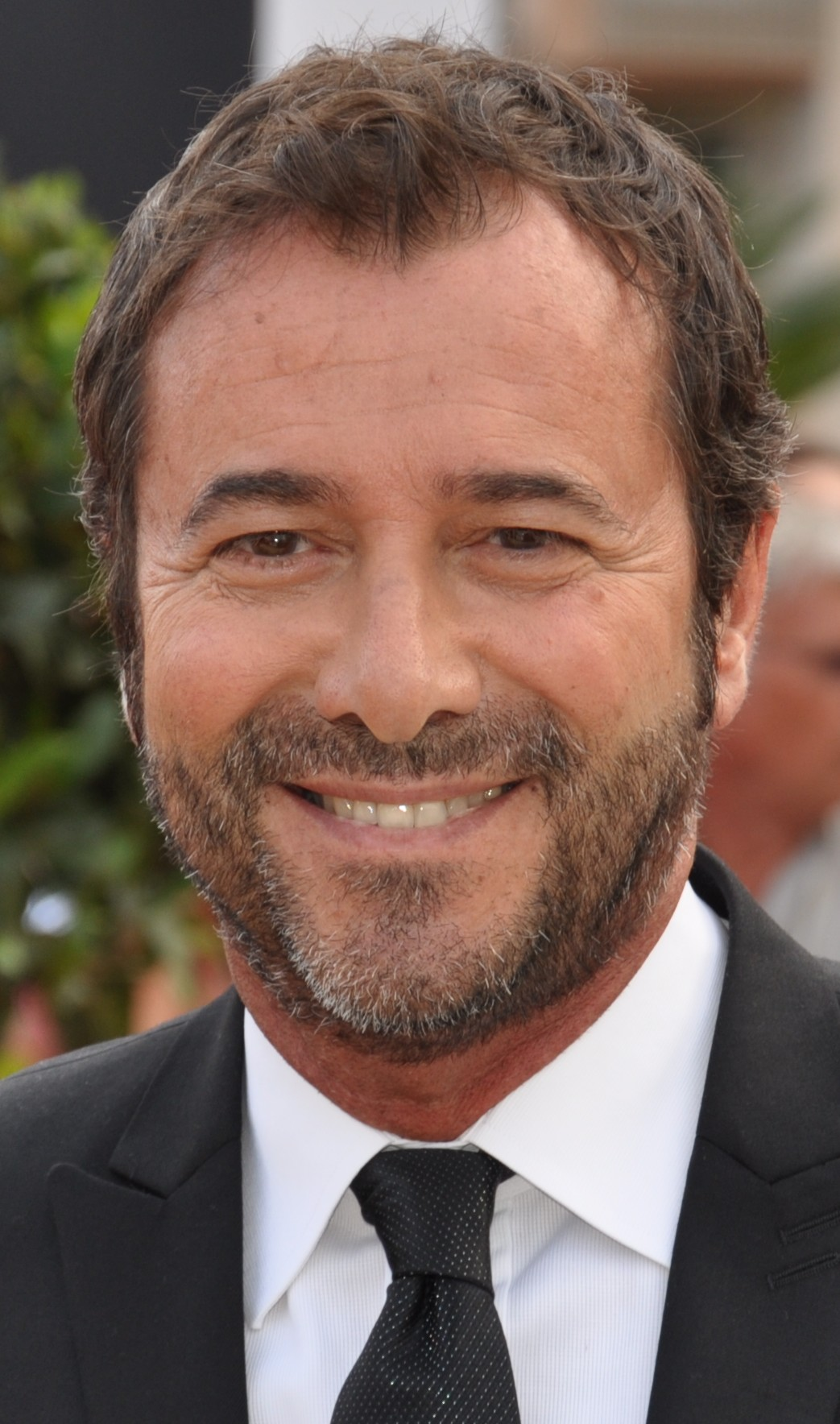
Bernard Montiel en 2015.

Pour TMC, il commente plusieurs éditions du Concours Eurovision de la chanson. Il présente aussi, en octobre 2005, la spéciale Congratulations : 50 ans du Concours Eurovision de la chanson, en duo avec Yves Lecoq. En 2005, il présente en outre, sur TMC, Entre deux, une émission permettant aux téléspectateurs de découvrir une personnalité dans un décor intimiste.
En 2010, il est à la radio (le samedi et le dimanche) M comme Montiel de 12 h à 13 h sur MFM Radio où il mène des entretiens-conversations avec des personnalités comme Charles Aznavour, Michèle Laroque, Patrick Timsit, Claire Chazal ou Rachida Dati.
En septembre 2010, il est chroniqueur dans la nouvelle émission de Jean-Luc Lemoine, Le Bureau des Plaintes en deuxième partie de soirée sur France 2. De plus, depuis le 11 novembre 2011, il présente le magazine mensuel Animaux Stars sur la chaîne Animaux.
Depuis décembre 2012, il présente certaines élections de Miss Prestige National, concours concurrent de Miss France créé en 2010 : Élection de Miss Prestige National 2013 en duo avec Yves Derisbourg diffusée sur Dailymotion, Miss Prestige National 2014 retransmise sur 8 Mont-Blanc, Miss Prestige 2017 sur Wéo, Alsace 20, Le Mans Télévision, IDF1.
En 2013, il fait partie des chroniqueurs de l'émission Est-ce que ça marche? présentée par Ariane Massenet et Camille Combal sur D8. De 2013 à 2016, sur D8, il coprésente avec Justine Fraioli Le Grand Bêtisier de... décliné sous plusieurs formes : Le Grand Bêtisier de Pâques, de l'été, de la Toussaint, de Noël. Il coanime également avec elle Drôles de vidéos entre 2014 et 2016.
Le 26 novembre 2014, il est invité dans l'émission Touche pas à mon poste ! de D8, avant d'y devenir chroniqueur de novembre 2014 à décembre 2015.
À la rentrée 2015, il anime Ciné TVM3 pour la chaine suisse. Le 25 février 2015, il participe au quiz de D8 Le Grand Match des années 1980 présenté par Julien Courbet puis devient chroniqueur pour plusieurs émissions de C8.
Depuis septembre 2017, il fait partie sur C8 de l'équipe de TPMP animée par Cyril Hanouna, en tant que chroniqueur régulier. Il est remarqué pour sa « défense systématique » de la politique d'Emmanuel Macron.
Par ailleurs, il a animé l'émission M comme Montiel sur M Radio entre 2010 et 201], avant de rejoindre RFM, le 8 septembre 2018. Il y effectue des interviews de personnalités le week-end.
Le 28 septembre 2020, il présente le temps d'une soirée l'émission À prendre ou à laisser sur C8.
À partir du 14 mars 2021, il anime l'émission Olympiascope sur Olympia TV, il s'entretient avec des artistes dans les loges et les coulisses de salles parisiennes dont entre autres, la mythique salle de l'Olympia.
Depuis le samedi 13 mai 2023, Bernard Montiel est aux commandes de l'émission TPMP People sur C8, à la suite du départ de Matthieu Delormeau.

## Biographie thématique

### Cinéma et téléfilms
En tant qu'acteur, il participe à la série Sous le soleil (1996 et 1997), dans lequel il incarnait le personnage de Patrick St Val. Plus tard, il a un rôle dans le téléfilm Aïcha, réalisé par son amie Yamina Benguigui pour France 2. Il joue également dans la série policière Section de recherches pour TF1, de 2010 à 2012, où il incarne le rôle du procureur Alain Berger. Il fait une brève apparition dans les films Camping et Camping 3 dans lesquels il joue son propre rôle.

### Politique
Bernard Montiel est un proche du couple Emmanuel et Brigitte Macron. Lors de la campagne pour l'élection présidentielle de 2017, il participe à un meeting de soutien au candidat En marche, Emmanuel Macron, le 17 avril à Bercy. Il est également présent à la brasserie La Rotonde, où le candidat fête sa qualification pour le second tour.
Il soutient une nouvelle fois Emmanuel Macron lors de l'élection présidentielle de 2022.

### Égérie de marque
Dans les années 2000, il est « ambassadeur » de la chaîne d'hôtels Accor.

## Résumé de carrière

### Publications
- Bernard Montiel et Myriam Brough, avec la collaboration d'Éric Devrot, Le Meilleur des perles du show-biz, éditions Michel Lafon, Paris, 2001, 141 p.  (ISBN 2-84098-700-7), (BNF 37652689).
- Bernard Montiel et Bertrand Tessier, Télé-réalités, éditions Flammarion, Paris, 2003, 328 p. + 32 p. de planches illustrées  (ISBN 2-08-068540-6), (BNF 39070681).

### Acteur

#### Cinéma
- 1995 : Le Fabuleux Destin de madame Petlet, de Camille de Casabianca
- 2002 : And Now... Ladies and Gentlemen, de Claude Lelouch
- 2006 : Camping de Fabien Onteniente : lui-même
- 2007 : Curriculum, court-métrage d'Alexandre Moix
- 2014 : L'Élan, court-métrage d'Étienne Labroue
- 2016 :  Camping 3, de Fabien Onteniente : lui-même

#### Téléfilms et séries télévisées
- 1991 : Le Cadeau de Noël
- 1996 - 1997 : Sous le soleil (série télévisée) : Patrick Saint Val
- 2000 : Les Redoutables, série télévisée, de Mathieu Guillermot
- 2007 : Notable, donc coupable, de Francis Girod et Dominique Baron : Le Bihan
- 2008 : Sous le soleil, série télévisée : Patrick Saint Val
- 2009 : Aïcha, de Yamina Benguigui : lui-même
- 2010-2012 : Section de recherches : Le procureur Alain Berger
- 2011 : Aïcha , téléfilm de Yamina Benguigui : lui-même
- 2022 : Capitaine Marleau , épisode Le prix à payer, de Josée Dayan : Le médecin légiste

### Parcours à la radio
Sauf indication contraire, les assertions de cette section sont sourcées dans la section « Biographie chronologique » du présent article
- 2010-2012 : animateur de M comme Montiel les samedis et dimanches à l'heure du déjeuner sur MFM Radio
- 2012-2018 : animateur de l'antenne sur une tranche en début d'après-midi la semaine, toujours sur MFM Radio[réf. nécessaire]
- Depuis 2018 : interviewer de personnalités le samedi et le dimanche de 12 à 13 heures sur RFM dans "1 heure avec ...".

### Parcours à la télévision

#### Animateur
- 1985-1987 : Avant-première cinéma sur  FR3 Aquitaine
- 1987 à 1988 : Téléconnexion sur TF1
- 1988 : Un samedi nommé désir sur TF1
- 1988 à 1994 : La Une est à vous sur TF1
- 1990 à 2003 : Vidéo Gag sur TF1, coprésenté successivement avec Alexandre Debanne, Alexandre Delperier, puis  Olivia Adriaco
- 1990 et 1992 : Surprise sur prise ! sur TF1, coprésenté avec Marcel Beliveau
- 1992 à 1993 : Crises de rire sur TF1
- 1992 à 1993, 1997 à 1998 : Une famille en or sur TF1
- 1994 : Vip, vie privée[16] sur TF1
- 1994 : La Nuit la plus crazy en coanimation avec Lova Moor
- 1995 : Strictement privé[17] sur TF1
- 1995 à 1996 : Échos de stars[18] sur TF1
- 1996 : Allume la télé sur TF1 : en coanimation avec Annie Pujol
- 2003 : Tout est permis sur TMC
- 2003-2006 : Concours Eurovision de la chanson sur TMC : commentateur avec Génie Godula puis Églantine Éméyé
- 2005 : Congratulations : 50 ans du Concours Eurovision de la chanson sur TMC : commentateur avec Églantine Éméyé
- 2005 : Festival de télévision de Monte-Carlo 2005 : co-animation avec Lynda Lacoste TMC
- 2005 : 48 heures avec sur TMC
- 2005 : Entre deux sur TMC
- 2006 : Le Club TMC sur TMC
- 2011 : Mariage Princier D’Albert II de Monaco sur TMC avec Jacques Legros
- Depuis 2011 : Animaux Stars sur Animaux
- 2012 : Élection de Miss Prestige national 2013 sur Dailymotion
- 2013 : Élection de Miss Prestige National 2014 sur 8 Mont-Blanc
- 2013-2016 : Le Grand Bêtisier de... avec Justine Fraioli sur D8
- 2014 : Drôle de vidéos, avec Justine Fraioli sur D8
- 2015 : Ciné TVM3 sur TVM3
- 2015 : Globes de Cristal 2015 avec Justine Fraioli sur D17
- 2017 : Élection de Miss Prestige National 2017 sur TV7 Bordeaux, Alsace 20, IDF1, Le Mans Télévision
- 2018 : Élection de Miss Prestige National 2018 sur TL7
- 2020 : À prendre ou à laisser sur C8 : remplaçant de Cyril Hanouna
- Depuis 2021 : Olympiascope sur Olympia Tv
- 2021 : TPMP ! Ouvert à tous sur C8 : remplaçant de Benjamin Castaldi
- 2021 : RFM Music Show 2021 sur C8 avec Ludivine Rétory
- 2021 : Touche pas à mon poste ! sur C8 : remplaçant de Cyril Hanouna
- 2021 : Waf waf wouf wouf sur C8 avec Benjamin Castaldi et Delphine Wespiser
- 2021-2023  : Le 6 à 7 sur C8 : présentateur
- 2023 : TPMP People sur C8
- 2024 : L'invitation sur Olympia TV
- 2024-2025 : Les Grands du rire sur C8 : co-animateur avec Isabelle Morizet (Karen Cheryl)